# فيكيو (إيطاليا)
فيكيو هي كومونا في مدينة فلورنسا الحضرية في عاصمة إيطاليا في اقليم توسكانا ، وتقع على بعد حوالي 25 كيلومتر (16 ميل) شمال شرق مدينة فلورنسا واعتبارًا من عام 2016 فكان يبلغ عدد سكانها 8105 نسمة وتبلغ مساحتها 139.0 كيلومتر مربع (53.7 ميل2) .

## جغرافياً
تقع فيكيو على حدود بلديات بورجو سان لورينزو وديكومانو ومارادي وبونتاسيف .  وتحيطها قرى صغيرة ( frazioni ) وهيا أمبينانا و أرسيلا و باربيانا و بوكاجنيلو و بوفينو و بريكيانا و كامبستري و كاسول و سيستيو و كوتشينو و فارنيتو و غاتايا و جراكيا و ميراندولا و مولزانو و مولينوتشيو و بدول و باتيرنيو و بيازانو و بيزانو بونتي ال فيكيو و روسيو و روستولينا و روبيكانينا و سكوبيتو و يوليفيتا و فيسبينانو و فيزانو و فيلور و زوفولانا.

## الصور
- Piazza Giotto in the town centre
- Church of San Lorenzio in Villore
- Ponte a Vicchio
- Cimabue bridge in Vespignano

## شخصيات
- وُلِد العديد من الرسامين الإيطاليين المشهورين بالقرب من فيكيو: جوتو (في فرازيوني كولي دي فيسبينيانو) ، فرا أنجيليكو (في روبيكانينا) ، جيوفاني ماليسي و روتيليو موتي و أرمينو ماتيولي وفورستو ماريانيني فيوجد تمثال بطول 3.2 متر لـ Giotto في ساحة Piazza di Giotto المركزية في فيكيو. [4] كانت أيضًا مسقط رأس جان بابتيست لولي (المعمد جيوفاني باتيستا لولي) الذي أصبح مؤسس تقاليد الأوبرا الفرنسية.
- ضحيتان من وحش فلورنسا (قُتلا بالقرب من المدينة في عام 1984) وهما بيا رونتيني وكلاوديو ستيفاناتشي فكانا من مواطني فيكيو.

## المدن التوأم
- Tolmin، Slovenia, since 1981

## روابط خارجية
- باللغة الإيطالية Vicchio official website